# 大分市立戸次中学校
大分市立戸次中学校（おおいたしりつ へつぎちゅうがっこう）は、大分県大分市大字中戸次にある公立中学校である。

## 概要
大分市戸次地区は、大分市の中心部から南へ約10km、国道10号で大野川に架かる白滝橋を越えたところに位置する。ゴボウの生産で知られるのどかな農村地帯で、1963年（昭和38年）に合併して大分市となるまでは大分郡大南町の中心であった。
本校は、戸次地区唯一の中学校であり、主に戸次小学校及び上戸次小学校の卒業生が進学する。
校区内に、けやき台団地や中戸次団地等の住宅団地が造成され、大分市のベッドタウン化が進んだが、近年は生徒数が微減している。「あいさつ」や「校歌を歌う活動」が盛んで、生徒会活動が非常に活発である。
中学校の隣接地には、大南公民館が置かれている。また、戸次中学校内には、大分市の一般環境大気測定局の子局が設置されている。

## 部活動
- 野球部
- サッカー部
- ソフトテニス部（男子・女子）
- バレー部（女子）
- バスケット部（男子・女子）
- 柔道部（男子・女子）
- 空手部（男子・女子）
- 剣道部（男子・女子）
- 硬式テニス部（男子・女子）
- 水泳部（男子・女子）
- コーラス部
- 美術部

コーラス部は九州大会に、また、男子ソフトテニス部、女子バスケット部、空手部は全国大会に出場した経験を持つ。

## 通学区域
- 大分市立戸次小学校通学区

けやき台一丁目～四丁目、美園団地、大字下戸次、大字中戸次、大字上戸次の一部
- 大分市立上戸次小学校通学区

大字上戸次の一部、大字端登の一部

## アクセス
- 鉄道 - JR九州豊肥本線中判田駅（約2km離れている）
- バス - 大分バスへつぎ病院前バス停下車

## 著名な出身者
- 足立信也 - 大分市長、元参議院議員[4]
- ななみ - シンガーソングライター